# Maytenus senegalensis
Maytenus senegalensis, arto, arto negro o espino cambrón es un arbusto espinoso de la familia de las celastráceas o celastraceae. Endemismo iberoafricano, es una especie amenazada y catalogada como vulnerable. Contiene catinona y catina. 
En The Plant List está considerada un sinónimo de Gymnosporia senegalensis
Se reconocen dos subespecies de Maytenus senegalensis:
- Maytenus senegalensis subsp. europaea (España y norte de África)
- Maytenus senegalensis subsp. senegalensis (zonas tropicales de África y Asia)

## Morfología

### M. senegalensissubsp.europaea
Tiene un tamaño máximo de unos dos metros. Arbusto espinoso de hojas coriáceas, de peciolo corto, oblongas o elípticas, dispuestas de forma alterna o fasciculada. Flores actinomorfas y hermafroditas, de color blanco o verdoso, de 4-6 mm de diámetro. Cáliz de 5 sépalos, soldados a la base. Corola de 5 pétalos. Androceo con 5 estambres, alternipétalos. Ovario bilocular o inocular. El fruto tiene forma elipsoidal, de unos 5 mm, cápsula, que produce semillas de color paro o rojizo, de unos 2-3 mm.

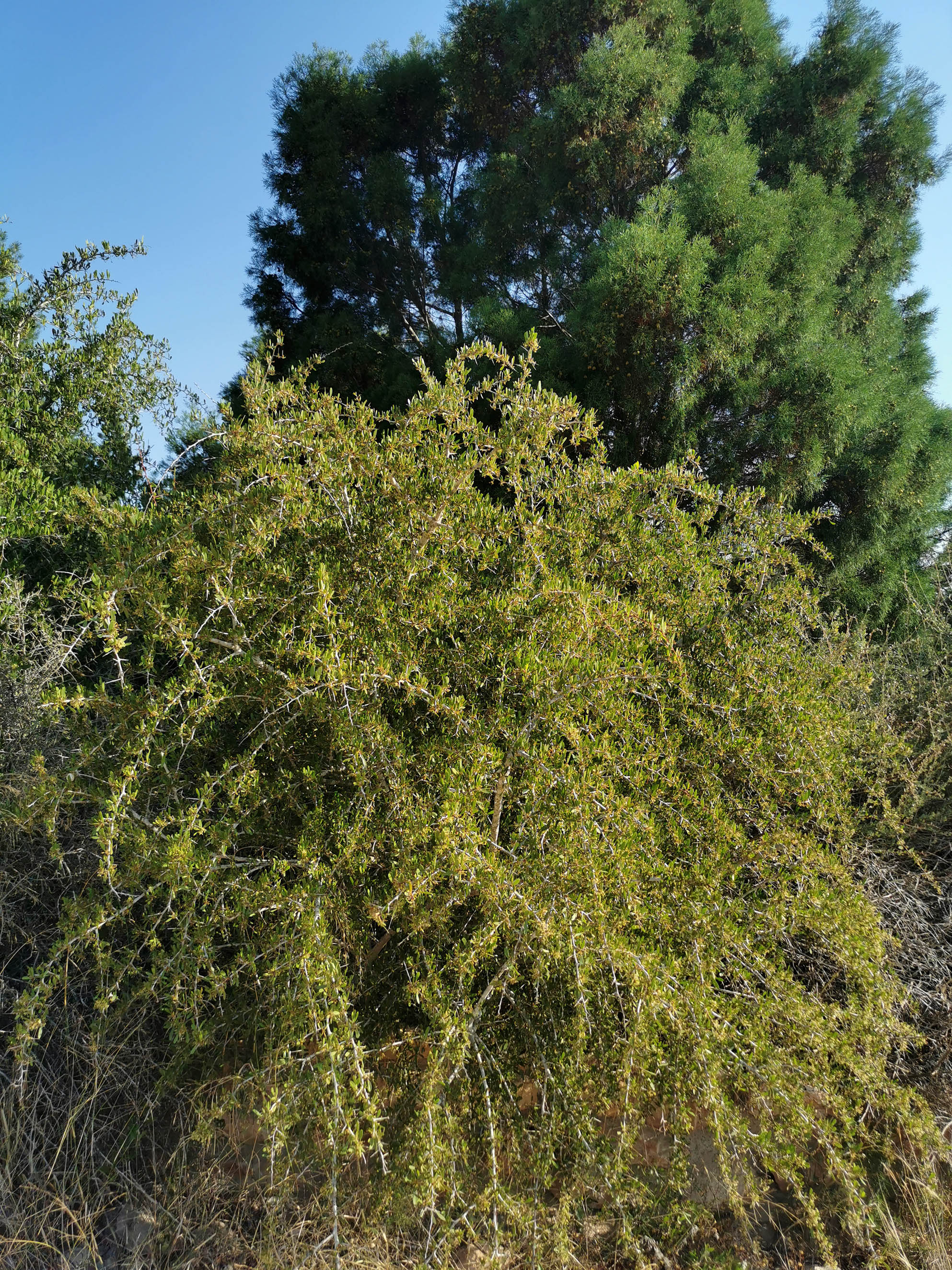
Maytenus senegalensis, aspecto general de la planta. Cartagena (España).

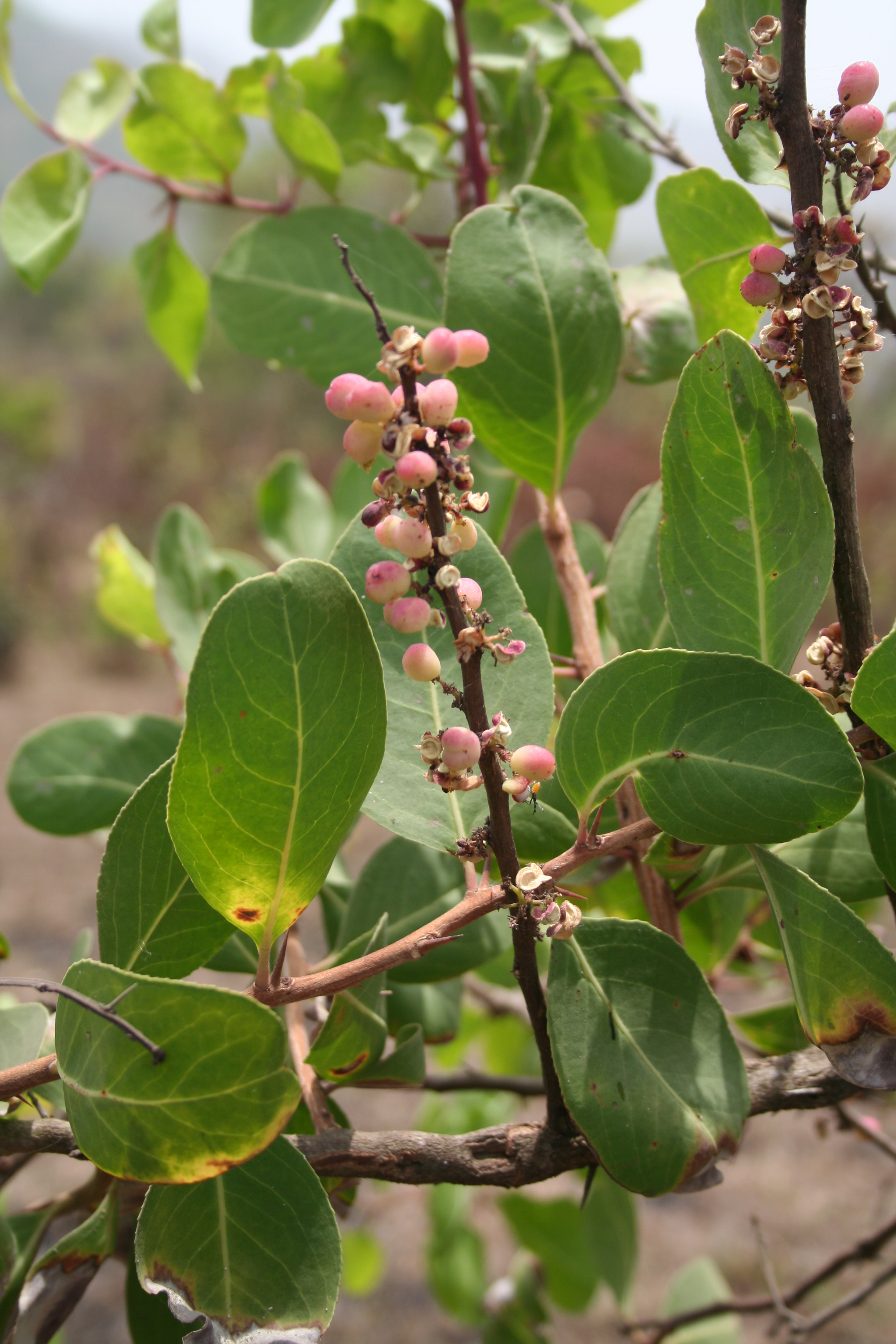
Maytenus senegalensis subsp. senegalensis en Camerún

### M. senegalensissubsp.senegalensis
Es menos espinosa, a veces incluso inerme, las cápsulas son triloculares y las hojas no están redondeadas en el ápice.

## Ciclo vital
Florece entre junio y octubre y los frutos maduran entre septiembre y octubre.

## Hábitat
En España crece en zonas costeras y cálidas, hasta unos 400 m s. n. m., sobre suelos pedregosos, barrancos o zonas protegidas, donde no se den heladas pero se reciba la influencia marina. Zonas de matorral espinoso y cambronales, característica de las comunidades de Mayteno-periplocetum angustifoliae y del Rhamno-Maytenetum europaei, convive con otras especies iberoafricanas como Periploca angustifolia o Withania frutescens, así como con Asparagus albus, Aristolochia baetica, Chamaerops humilis, Ephedra fragilis, Genista umbellata, Lavandula multifida, Rhamnus oleoides, Salvia rosmarinus y Thymus baeticus.

## Distribución
Es una especie de muy amplia distribución. 
En África puede encontrarse a lo largo de todo el Magreb, especialmente en Marruecos y Argelia, y en el África subsahariana, desde Senegal a Eritrea, así como en el sur del continente hasta el norte de Namibia, Botsuana y Sudáfrica. Puede encontrarse también en la isla de Madagascar. Hacia el oriente, se extiende por Asia a través de la Península arábiga, Afganistán, Pakistán, India y Bangladés. - 
Las únicas poblaciones europeas se localizan en la costa sudeste de España, desde Málaga hasta Murcia y sur de Alicante, pasando por Granada y Almería. 
En Almería pueden localizarse en El Palmer y La Molineta, en El Ejido (LIC El Artal), Guardias Viejas, Santa Fe de Mondújar o Cuevas del Almanzora, en zonas protegidas como el Parque natural del Cabo de Gata-Níjar, Sierra Alhamilla, Punta Entinas-Sabinar y La Partala ; su estado es crítico localmente.
En la Región de Murcia se localiza únicamente en la sierra minera de Cartagena-La Unión, con buenas poblaciones en el entorno de El Gorguel y en el parque natural de Calblanque, Monte de las Cenizas y Peña del Águila.

## Estado de conservación en España
Se encuentra amenazada por el urbanismo costero, lo que ha llevado a incluirla en el Libro rojo de la flora silvestre amenazada de Andalucía, como vulnerable. la Lista Roja de la Flora Vascular de Andalucía la cataloga como en peligro de extinción. 
En la región de Murcia, sus principales poblaciones se encuentran en peligro por el proyecto de construcción del macropuerto de El Gorguel. Está catalogada como especie vulnerable en el Catálogo Regional de Flora Silvestre Protegida de la Región de Murcia.
A nivel nacional, aparece en la Lista roja de la flora vascular española, como casi amenazada.

## Usos
Su madera, dura y de grano fino, se usa como combustible pues proporciona buena leña y carbón. Sus hojas se usan como afrodisíaco y estimulante del sistema nervioso central.

## Propiedades
La catinona y catina son estimulantes del sistema nervioso central, sustancias relacionadas con las anfetaminas.

## Taxonomía
Maytenus senegalensis  fue descrita por Lam., Exell y publicado en Boletim da Sociedade Broteriana, sér. 2 26: 223. 1952.
Etimología
Maytenus: nombre genérico de  maiten, mayten o mayton, un nombre araucano para la especie tipo Maytenus boaria.
senegalensis: epíteto geográfico del Senegal (genitivo del latín), país del África Occidental, aunque alguna senegalenis se encuentra también como nativa en España.